# 對極軸
對極軸（英文：Polar alignment）又稱極軸校正，是將望遠鏡赤道儀架台的旋轉軸調整至與地球自轉軸平行的一種行為，有許多種不同的方法來實現這一目標。 

## 方法
方法各有不同，取決於是在白天還是夜晚來進行校準的工作；在南半球和北半球校準的方法也不一樣。此外也必須考慮校準的目地來決定方法，例如，天文攝影所需要的精確度就比偶爾觀測所需要的為高。

### 對準北極星的方法

#### 北半球
瞄準北極星是在北半球讓望遠鏡的極軸平行於地球自轉軸，對正極點最常用的方法。 

#### 南半球

如何找到南極座σ，南極星，的圖解。

南極座σ是南極星。

### 飄移法
粗略的校準方法是讓望遠鏡對向不同的恆星，觀察它們「飄移」的現象，然後執行改正。根據不同的飄移方向，適當的調整架台。

## 用於極校準的設備

### 十字絲目鏡
十字絲目鏡是一種普通的目鏡，唯一的區別是它有可以用於瞄準和測量角距離的十字準線。它在任何一種校準的方法中都很有用，特別是漂移法。

### 內置極軸望遠鏡
通常，可以將有蝕刻線的小望遠鏡放置入架台的旋轉軸內。

## 外部連結
- FAQ Polar Alignment （页面存档备份，存于）
- 神秘人的極軸校正方案